# Los pensionados
Los pensionados è una telenovela prodotta da Pol-ka Producciones e trasmessa su Canal 13 dal 2 febbraio 2004 al 5 agosto dello stesso anno. 

## Produzione
La telenovela ha come protagonisti Damián de Santo, Cecilia Dopazo e Patricia Palmer. 

## Trasmissione
Fu trasmessa per soli sei mesi a causa dei bassi ascolti e visto che non batteva la concorrenza, infatti raggiungeva un rating di 10.4 contro i quasi 34 della serie televisiva Los Roldán. Fu inoltre accolta negativamente anche dalla critica.

## Sigla
La sigla è cantata dal gruppo musicale Los Babasónicos e si intitola "Irresponsable".